# Kikliocythere
Kikliocythere is een geslacht van uitgestorven kreeftachtigen uit de klasse van de Ostracoda (mosselkreeftjes).

## Soorten
- Kikliocythere (Kikliocythere) favrodiana (Bosquet, 1847) Howe & Laurencich, 1958 †
- Kikliocythere (Prokliocythere) gehrdenensis Ohmert, 1973 †
- Kikliocythere (Prokliocythere) polita (Gruendel, 1968) Ohmert, 1973 †
- Kikliocythere carinata (Veen, 1935) Howe & Laurencich, 1958 †
- Kikliocythere favrodiana (Bosquet, 1847) Howe & Laurencich, 1958 †
- Kikliocythere labyrinthica (Bosquet, 1854) Deroo, 1962 †
- Kikliocythere nitida Szczechura, 1965 †
- Kikliocythere palesensis Andreu, 1983 †
- Kikliocythere petrocoriensis Colin, 1974 †
- Kikliocythere plicatula (Veen, 1935) Howe & Laurencich, 1958 †
- Kikliocythere pseudofavrodiana (Veen, 1935) Howe & Laurencich, 1958 †
- Kikliocythere pseudoinfundibuliformis (Veen, 1935) Howe & Laurencich, 1958 †
- Kikliocythere szczechurae Jain, 1975 †